# Mount Small
Mount Small är ett berg i Antarktis. Det ligger i Östantarktis. Australien gör anspråk på området. Toppen på Mount Small är 1 758 meter över havet.
Terrängen runt Mount Small är lite kuperad. Trakten är obefolkad. Det finns inga samhällen i närheten.